# Garvargatan, Stockholm

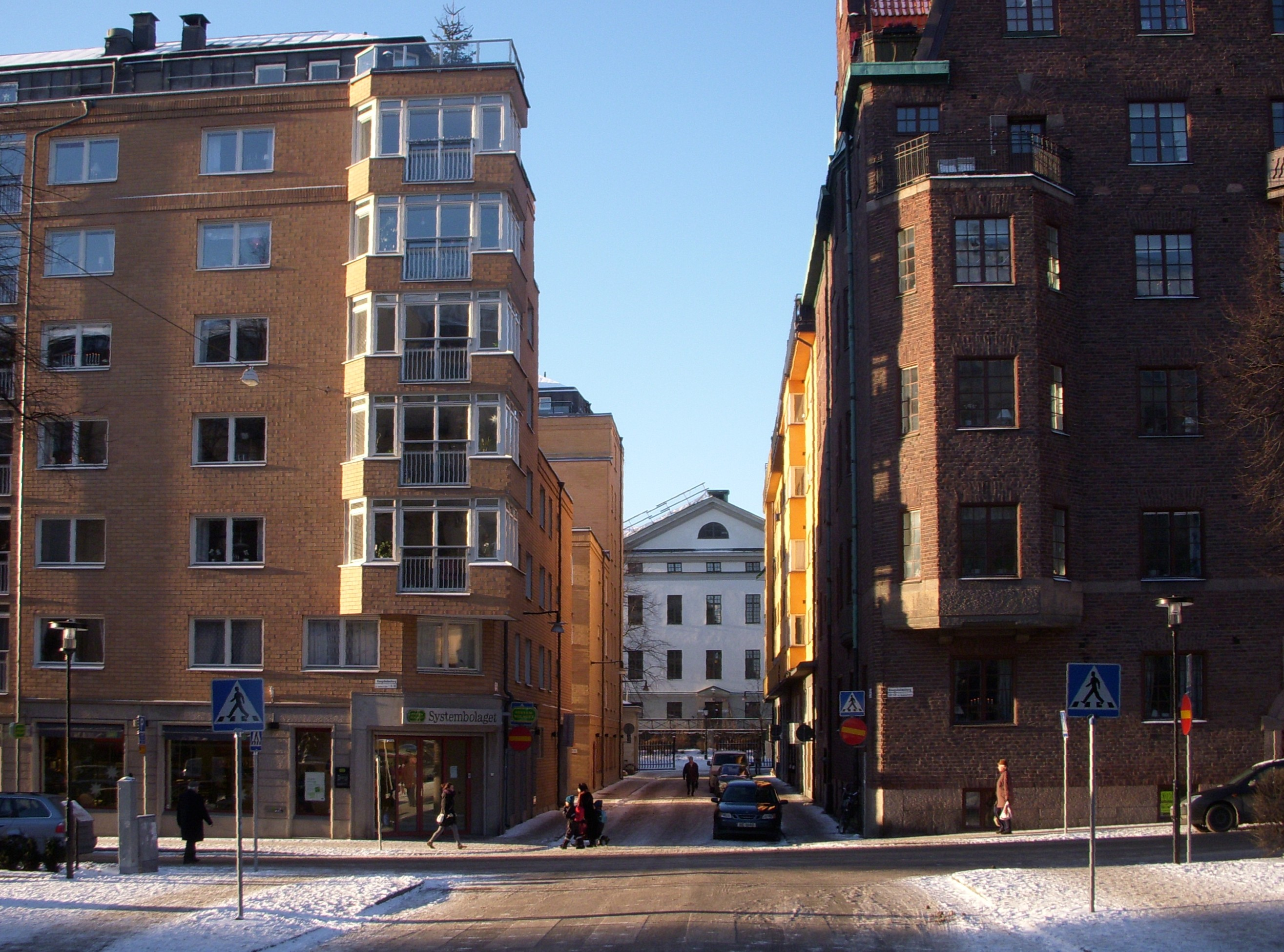
Garvargatan mot väst i höjd med Kungsholmtorg, i bakgrunden syns Landstingshuset, januari 2009.

Garvargatan på Kungsholmen i Stockholm sträcker sig i öst–västlig riktning ett kvarter söder om Hantverkargatan och korsar Kungsholmstorg.

## Historik

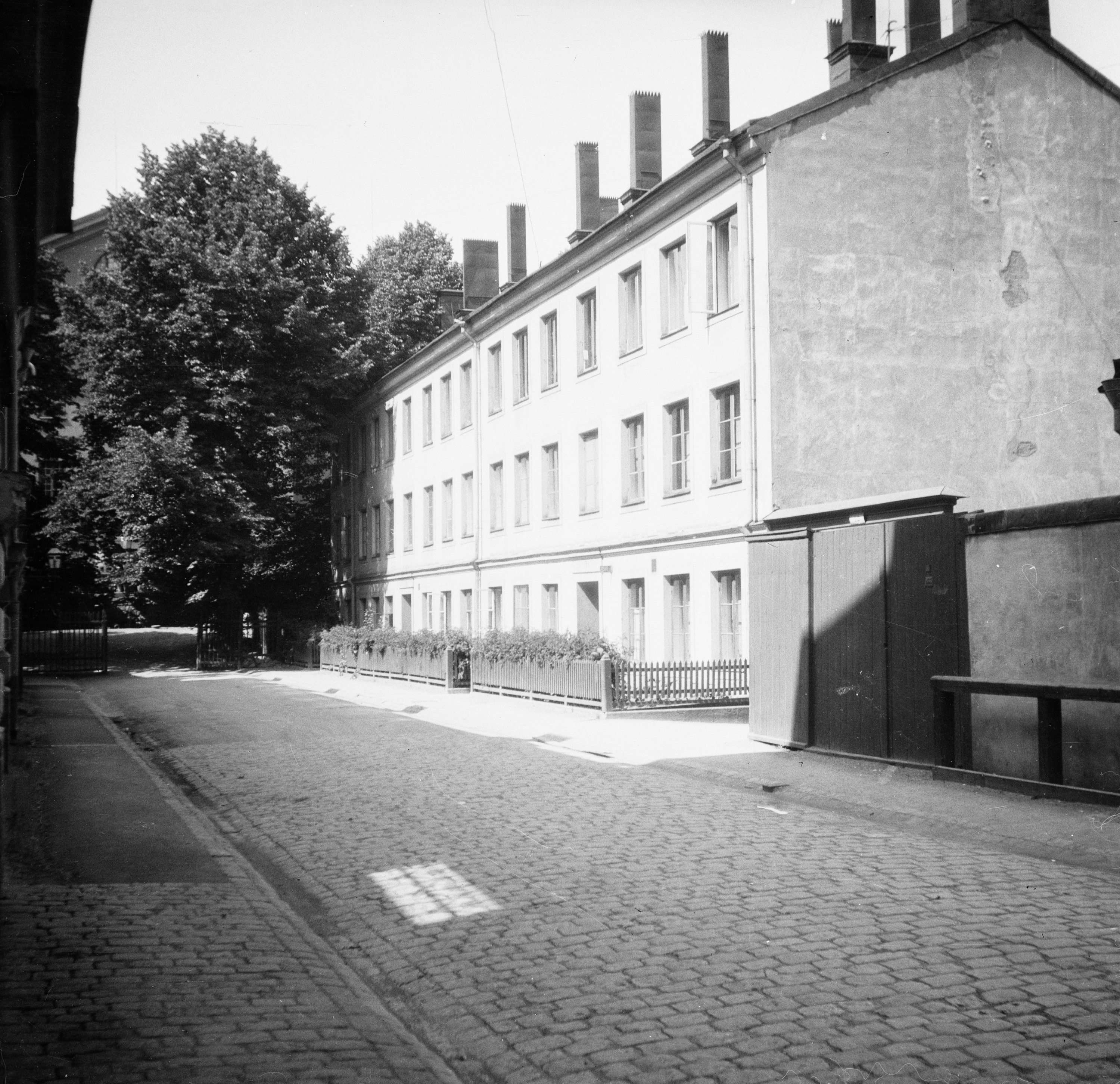
Garvargatan, tidigt 1900-tal.

Namnet Garfware-gatan nämns redan 1669 och erinrar om den garveriverksamhet som fanns söder om gatan intill Riddarfjärden. I samband med Clas Larsson Flemings gatureglering (stadsplan) för Kungsholmen var det meningen att hantverkare skulle bosätta sig på ön (se även Hantverkargatan). Sådana flyttade också hit redan på 1640-talet, däribland fanns de första garvare som snart bildade en liten koloni i kvarteret söder om Garvargatan. Kvarteret kallades även Garvaren (idag Vattuormen) och gränsade till Riddarfjärden, vars strandlinje gick något högre in mot land än idag. Området var lämpligt vald på grund av hantverket krävde mycket vatten och att det låg lite avsides, eftersom hanteringen spred en obehaglig lukt.  
Garveriverksamheten fanns kvar fram till början av 1900-talet. En av de sista var garvaren Anders Wilhelm Lundin och hans brorson Eugéne Lundin som utövade här sitt hantverk kring sekelskiftet 1900. Garvar Lundins gränd som leder ner mot Norr Mälarstrand öster om Kungsholmstorg påminner om detta liksom parallellgatan Jakob Westinsgatan.
Vid Garvargatan fanns Graham Brothers som tillverkade hissar, samt S:t Eriks Bryggeri som hade sin verksamhet i hörnet Garvargatan/Kungsholmstorg. Vid Garvargatan 2 återfinns Kungsholms församlingshus som ritades av arkitekten Erik Lallerstedt.